# Вспомнить заново
«Вспо́мнить за́ново» (англ. Rememory) — американский научно-фантастический кинофильм 2017 года режиссёра Марка Палански. В главных ролях снимались Питер Динклэйдж, Джулия Ормонд, Мартин Донован и Генри Йен Кьюсик. Премьера состоялась на кинофестивале «Сандэнс» 25 января 2017. 24 августа 2017 фильм стал доступен в Google Play.

## Сюжет
Сэм (Питер Динклэйдж) и его брат, рок-музыкант Дэш (Мэтт Эллис), возвращаясь ночью из бара на машине, попадают в аварию, столкнувшись с другой машиной. Дэш получает тяжёлые травмы и умирает, перед смертью успев сказать что-то брату, но тот не разбирает слов.
Спустя год после этих событий, учёный Гордон Данн (Мартин Донован) представляет на конференции уникальное устройство под названием «Мнемо» (англ. Mnemo), которое позволяет записывать и воспроизводить воспоминания человека. На широком экране Данн показывает воспоминания членов так называемой испытуемой группы — подопытных учёного. В тот же день Гордон загадочным образом умирает. Сэм Блум, который был на конференции, пытается выяснить причины его гибели. Подозреваемыми становятся члены испытуемой группы и глава компании «Cortex» Лоутон (Генри Йен Кьюсик), который финансировал исследования Данна.
Сэм знакомится с женой Гордона, Кэролин (Джулия Ормонд), представившись Джеймсом, давним другом Гордона. Блум завладевает устройством Данна и узнает, что у него была техническая ошибка, которая вызывает побочные эффекты, приводящие к повторяющимся галлюцинациям у пользователей, и что члены испытуемой группы были недовольны результатом и самим Гордоном. Он также узнает, что Гордон и Кэролин жили раздельно после того, как потеряли единственную дочь в результате несчастного случая. Кэролин просматривает запись воспоминания мужа и выясняет, что он покончил жизнь самоубийством после того, как осознал, что его изобретение вызвало только боль и страдания в жизни пользователей. Он умирает, пытаясь стереть свои воспоминания, будучи все еще подключенным к устройству.
Между тем, Блум пересматривает воспоминание об аварии, в которой погиб его брат. Он узнаёт, что Дэш ничего не говорил ему перед смертью, а всего-навсего напевал свою песню. Также Сэм видит, что в машине, в которую они врезались, была семья Гордона, и их дочь погибла. Блум извиняется перед Кэролин и передаёт ей записи воспоминаний, но она не смотрит их и вместо этого бросает в море. Кэролин наблюдает, как её дочь играет возле воды — это галлюцинация, вызванная использованием устройства.
В конце фильма Блум приезжает на место аварии. На перекрёстке зрителю демонстрируется знак "Стоп", что указывает, что именно Гордон был виноват в аварии.

## В ролях
| Актёр            | Роль                                                       |
| ---------------- | ---------------------------------------------------------- |
| Питер Динклэйдж  | Сэмюэль «Сэм» Блум                                         |
| Джулия Ормонд    | жена Гордона Кэролин Данн                                  |
| Мартин Донован   | учёный Гордон Данн                                         |
| Генри Йен Кьюсик | глава компании «Cortex» Роберт Лоутон                      |
| Эвелин Брошу     | Венди Полк член испытуемой группы, любовница Гордона       |
| Антон Ельчин     | Тодд член испытуемой группы, автомеханик                   |
| Скотт Хайлендс   | Чарли член испытуемой группы, ветеран Второй мировой войны |
| Мэтт Эллис       | брат Сэма Дэш Блум                                         |
| Колин Лоуренс    | детектив Майк Бакленд                                      |
| Грейсин Шиней    | дочь Гордона и Кэролин Джейн Данн                          |

## Производство
27 марта 2012 года было объявлено, что главные роли в фильме сыграют Кэтрин О’Хара и Питер Динклэйдж. Впоследствии О’Хара выбыла из проекта и её заменила Джулия Ормонд. Съёмки начались 25 января 2016 и закончились 22 февраля 2016.
Одна из последних ролей Антона Ельчина в кино. Он погиб за год до выхода фильма.